# NYX Professional Makeup
NYX Professional Makeup (/nɪks/) is een Amerikaans cosmeticabedrijf dat een dochteronderneming is van L'Oréal. Het bedrijf werd in 1999 in Los Angeles opgericht door Toni Ko. Het is vernoemd naar Nyx, de Griekse godin van de nacht. NYX Professional Makeup is "gecertificeerd" en erkend door PETA als een wreedheidsvrij merk, en ze bieden een breed scala aan vegan-vriendelijke producten. NYX-producten worden in meer dan 70 landen verkocht bij duizenden detailhandelaren, variërend van gespecialiseerde schoonheids- en modewinkels tot vrijstaande winkels en de bedrijfswebsite van het merk.

## Geschiedenis
Toni Ko richtte NYX Cosmetics op toen ze 25 was met een lening van $250.000 van haar ouders. Ko kende een man uit New Jersey die potloden maakte. Van daaruit begon ze met zes eyeliners en twaalf lipliners, geprijsd op $1,99 en waren binnen minder dan 30 dagen uitverkocht. De eerste producten van het bedrijf waren jumbo-oogpotloden, die in het eerste jaar een omzet van $2 miljoen genereerden. De producten werden aanvankelijk alleen aan schoonheidsprofessionals verkocht voordat Ko de verkoop naar massamarktverkooppunten uitbreidde. De producten werden gepromoot als zijnde van "warenhuiskwaliteit", terwijl ze tegen "drogisterijprijzen" werden verkocht.
In 2011 lanceerde NYX de 'Freedom and Artistry for Creative Expression' (FACE) awards-wedstrijd.
De omzet in 2014 bedroeg $120 miljoen. Ulta Beauty biedt NYX-producten voor de massamarkt.

## Overname van L'Oréal
In 2014 verkocht Ko, voor $500 miljoen, NYX aan het Franse schoonheidsbedrijf L'Oréal. Bij de verkoop zat een non-concurrentiebeding van vijf jaar.
NYX Cosmetics gaat onder ander management verder als onderdeel van L'Oréal en biedt nu producten als lippenstift, lipgloss en minerale foundation aan. In september 2015 introduceerde L'Oréal B&M winkels gewijd aan NYX-cosmetica. NYX opereert momenteel zelfstandige winkels in Australië, Armenië, België, Canada, Chili, Duitsland, Estland, Frankrijk, India, Kroatië, Letland, Litouwen, Oostenrijk, Roemenië, Servië, Spanje, het Verenigd Koninkrijk en de Verenigde Staten. In 2016 meldde NYX een jaarlijkse omzetgroei van 4,7 procent en lanceerde NYX Professional Makeup.

## Masterclass-programma
In september 2018 lanceerde NYX Masterclass, een exclusieve online educatieve contentbibliotheek met een groep professionele make-upartiesten en top beautyvloggers. Het programma heeft als doel consumenten van alle vaardigheidsniveaus te voorzien van toegankelijke, professionele make-upeducatie.

## Partnerschappen
Op 6 maart 2019 kondigde NYX hun eerste exclusieve cosmeticasponsoring aan van het Coachella Valley Music and Arts Festival 2019. Het partnerschap biedt gasten toegang tot innovatieve digitale beauty-ervaringen op het festivalterrein, variërend van een interactieve beautybar en opfrisruimte volledig uitgerust met glittermake-up en een glitterfontein, tot een enorme lip- en tongglijbaan.
Op 23 juni 2021 kondigde esports-organisatie Dignitas NYX aan als haar "officiële beautypartner", inclusief merkcontent via haar esports-platform voor vrouwen, Radiant, en sponsoring van haar vrouwen Counter Strike: Global Offensive- en Valorant-teams.